# Fabian Reese
Fabian Reese (Quiel, 29 de novembro de 1997) é um futebolista alemão que atua como atacante. Atualmente, joga pelo Hertha Berlim.

## Carreira
Fabian Reese começou sua carreira no Schalke 04.

## Títulos

### Prêmios individuais
- 99º melhor jovem do ano de 2017 (FourFourTwo)[2]